# RettighedsAlliancen
RettighedsAlliancen (Tidligere AntiPiratGruppen) er en sammenslutning af organisationer i de kreative brancher inden for musik, film, tekstproduktion og design, og arbejder med at gøre ulovlig kopiering mindre udbredt. RettighedsAlliancen repræsenterer mere end 85.000 danske rettighedshavere.
RettighedsAlliancen har 25 medlemmer er IFPI Danmark, KODA, Dansk Artist Forbund, Dansk Musiker Forbund, Dansk Skuespillerforbund, Danske Filminstruktører, Danske Dramatikere, Producentforeningen, Foreningen af Danske Videogramdistributører (FDV), Foreningen af Filmudlejere i Danmark (FAFID), Nordisk Copyright Bureau (NCB), Danske Skønlitterære Forfattere, Forlæggerforeningen, Dansk Journalistforbund, Udvalget til Beskyttelse af Videnskabeligt Arbejde (UBVA) og Louis Poulsen Lighting A/S.
RettighedsAlliancen tager sig ikke af ulovlig softwarekopiering. Sådanne krænkelser håndteres af Business Software Alliance (de) (BSA).